# 4-я гвардейская военная база
4-я гвардейская военная база (сокр. 4 рвб, в/ч 66431) — формирование (соединение, военная база) Сухопутных войск Российской Федерации на территории частично признанной Республики Южная Осетия.
Полное действительное наименование — 4-я гвардейская Вапнярско-Берлинская Краснознамённая, орденов Суворова и Кутузова военная база.
4-я гвардейская военная база — важный объект российского военного присутствия на Кавказе, созданный для  поддержки независимости частично признанной Республики Южная Осетия и продвижения российских интересов в Закавказье. База расположена в городе Цхинвале и поселке Джава.
День части — 1 февраля.

## Предыстория
После грузино-южноосетинской войны 1991—1992 годов на основании Дагомысского соглашения была создана Смешанная контрольная комиссия. Под её контролем с 1993 по 2008 год на территории Южной Осетии размещались легковооружённые Смешанные силы по поддержанию мира (ССПМ; три батальона — российский, грузинский и осетинский), в Цхинвале была размещена Миссия наблюдателей от ОБСЕ. Кроме ССПМ, существование иных вооружённых формирований на территории конфликта соглашением не допускается.
С 2006 года грузинские власти обвиняли российскую сторону в начале строительства крупной военной базы в Джаве, в ответ на обвинения осетинские власти заявляли о строительстве «кемпинга для туристов». К началу войны в Грузии 2008 года, по информации грузинской стороны (в частности согласно мнению, озвученному Главой грузинского МВД Вано Мерабишвили), база уже функционировала и применялась для переброски и временной дислокации российских войск в ходе боёв в Лиахвском ущелье; 12 августа вертолётную площадку базы посетил журналист Аркадий Бабченко. По заявлению бывшего советника президента РФ Андрея Илларионова, база в Джаве применялась для размещения российской военной техники ещё с 2003 года — в том числе благодаря тому, что миссия наблюдателей ОБСЕ не имела туда доступа.
В 2008 году в ходе войны грузинские миротворцы из состава Объединенного штаба ССПМ покинули штаб в Цхинвали, грузинский батальон вышел из под командования ССПМ, а российский и осетинский батальоны были признаны Грузией оккупационными силами. После войны последовало признание Республики Южная Осетия со стороны России, а ССПМ прекратили своё существование. В январе 2009 года ПАСЕ в своей резолюции осудила строительство Россией новых военных баз в Южной Осетии.

## История

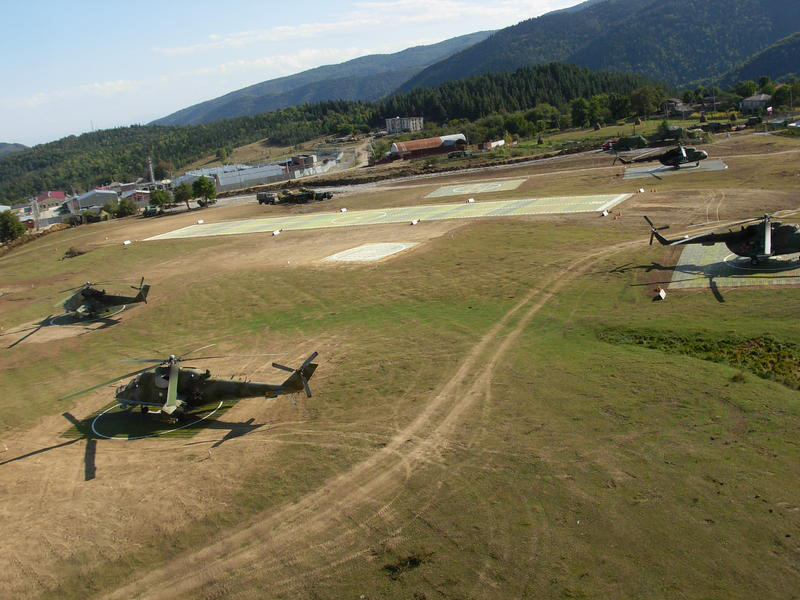
Фотография базы в сентябре 2008 года (до официального открытия)

Официально база была сформирована 1 февраля 2009 года на базе 693-го гвардейского и 135-го мотострелковых полков 19-й мотострелковой дивизии. 7 апреля 2010 года Министрами обороны России Анатолием Сердюковым и Южной Осетии Юрием Танаевым было подписано Соглашение об объединенной российской военной базе на территории Южной Осетии.
В соответствии с российско-югоосетинским соглашением в состав объединённой военной базы вошли бывшие миротворческие объекты в Цхинвале, полигон в Дзарцеме, военный городок и авиабаза в Джаве, военный городок (для расквартирования радиолокационной роты) в 4 км к северу от Цхинвала, аэродром совместного базирования в бывшем селении Курта, военный полигон в Дзарцем. Все объекты предполагается использовать совместно Вооружёнными силами России и Вооружёнными силами Южной Осетии, оплата аренды базы не предполагается. Срок функционирования базы — 49 лет, с возможностью автоматического продления на последующие 15-летние периоды.
16 декабря 2011 года 4-й гвардейской военной базе было вручено Георгиевское знамя и грамоты Президента Российской Федерации.
База подчинена командованию Южного военного округа Российской Федерации. На 2011 год новейшим вооружением на базе является дивизион оперативно-тактического ракетного комплекса «Точка-У» и дивизион реактивных систем залпового огня «Смерч». Министерство иностранных дел Грузии считает, что Россия разместила на территории Южной Осетии зенитно-ракетный комплекс противовоздушной обороны С-300, однако Министерство обороны России это отрицает.
Общая численность дислоцированных в Южной Осетии российских войск составит около 4000 человек. На вооружении имеется 40 танков Т-72А, 120 боевых машин пехоты БМП-2, 36 самоходных гаубиц 2С3 «Акация», 12 минометов 2С12 «Сани», 14 боевых машин РСЗО «Град». В 2012 году планировалось формирование в составе базы так называемого «осетинского батальона», набранного из числа граждан Южной осетии. Военный полигон — Дзарцем.
В марте 2022, после начала вторжения России на Украину, личный состав двух батальонно-тактических групп базы (около 300 военных) отказался от участия в боевых действиях на территории Украины.

## Состав
- управление;
- 1-й мотострелковый батальон;
- 2-й мотострелковый батальон;
- 3-й мотострелковый батальон;
- танковый батальон;
- 1-й гаубичный самоходно-артиллерийский дивизион;
- 2-й гаубичный самоходно-артиллерийский дивизион;
- реактивный артиллерийский дивизион;
- противотанковый артиллерийский дивизион;
- зенитный ракетно-артиллерийский дивизион;
- разведывательный батальон;
- инженерно-саперный батальон;
- батальон управления (связи);
- ремонтно-восстановительный батальон;
- батальон материального обеспечения;
- стрелковая рота (снайперов);
- рота БПЛА;
- рота РХБЗ;
- рота РЭБ;
- комендантская рота;
- медицинская рота;
- батарея управления и артиллерийской разведки (начальника артиллерии);
- взвод управления и радиолокационной разведки (начальника противовоздушной обороны);
- взвод управления (начальника разведывательного отделения);
- взвод инструкторов;
- полигон;
- оркестр.

## Командиры
- февраль 2009 — октябрь 2013 — гвардии генерал-майор Шушукин Александр Валерьевич
- октябрь 2013 — сентябрь 2016 — гвардии полковник Полищук Михаил Иванович
- сентябрь 2016 — сентябрь 2020 — гвардии полковник Кравцов Александр Александрович[26]
- октябрь 2020 — по наст. вр. — гвардии генерал-майор Вязовский Роман Юрьевич

## Комментарии
1. ↑  Частично признанное государство со спорным правовым статусом, согласно позиции ООН, расположенное в границах Грузии.